# ثور المسك
ثور المسك يعرف علميا باسم Ovibos moschatus, حيوان ثديي من عائلة البقريات ورتبة مزدوجات الأصابع يتواجد في جرينلاند والأجزاء الشمالية القاحلة من أميركا الشمالية كما تم استخدام أعداد محدودة منها إلى النرويج والسويد وسيبيريا. وبعضها يعيش في كندا وجرينلاند وألاسكا .
وهو حيوان ضخم الرأس، قصير العنق، أشعث، له قرنان عريضان عند القاعدة ولهما طرفان حادان يتقوسان صعوداً يبلغ طول رأسه وجسمه حوالي 250 سم، وارتفاع كتفه نحو 120 إلى 150 سم، ويزن نحو 300 إلى 410 كجم، أما الإناث فهي أصغر حجماً، ويغطي جسمه شعر كثيف وطويل ولونه بني داكن بالإضافة إلى طبقة سفلية كثيفة من الشعر الدقيق الناعم لتمنع البرودة والبلل، ولهذه الثيران أكتاف محدبة وقوائم قصيرة وقوية، وحوافر عريضة ومشقوقة وتستخدمها لحفر الجليد للبحث عن الطعام، سمي ثور المسك لأنه يتميز برائحته المسكية وهي بسبب غدد تحت عيونها تترك عبيراً له رائحة المسك عند فركها مع أغصان الأشجار. هذا الحيوان ينشط نهاراً، ويحيا ضمن قطعان يقودها ذكر واحد أو أكثر من الذكور المسيطرة، يقتات صيفاً بأوراق السندر والصفصاف القصير بينما يتغذى شتاءً بالطحالب وحزاز الصخر وشيبة العجوز، والجذور.
وكانت هذه الثيران تتجول في كل مكان في المنطقة القطبية الأمريكية الشمالية .
وفي القرن التاسع عشر وبداية القرن العشرين الميلاديين كثر صيدها حتى كادت تنقرض تقريباً.
وفي عام 1917 م وضعت القوانين لحماية ثيران المسك من الصيادين، فأخذ عددها بالتزايد .